# Sybra mediovittata
Sybra mediovittata är en skalbaggsart som beskrevs av Stefan von Breuning 1939. Sybra mediovittata ingår i släktet Sybra och familjen långhorningar.
Artens utbredningsområde är Sulawesi. Inga underarter finns listade i Catalogue of Life.